# Lilian Edvall
Lilian Else-Marie Edvall, född 13 november 1948, är en svensk frilansjournalist och författare av barnböcker och faktaböcker. Hon är uppvuxen några mil norr om Sundsvall men är sedan flera år tillbaka bosatt i Upplands Väsby.
Lilian Edvall fick sitt genombrott med Mensboken 1986, en faktabok om menstruation som riktar sig till unga flickor och deras föräldrar. Boken blev en storsäljare inte bara Sverige utan även i Norge och Danmark. Och hundarna skällde alltid på nätterna är Edvalls skönlitterära debut för vuxna. Det är en prosalyrisk berättelse om en flickas vuxenblivande. Boken fick god kritik och sammanfattas ofta som en berättelse om att hitta identitet och samhörighet i värld som bara finns till för vuxna.
Lilian Edvall började sina journalistiska karriär på Kamratposten där hon arbetade i 15 år. Nu är hon frilansare.

## Mensboken(1986)
I Mensboken (1986) blandar Lilian Edvall fakta om menstruation med skönlitterära bidrag. Hon låter kvinnor i olika åldrar och av olika nationaliteter komma till tals och berätta om sina upplevelser av mens. Om första gången, om hur det var att ha mens förr i tiden, innan det fanns bindor att köpa i affären, om det är besvärligt att ha mens, och många andra frågor.